# Hollán Henrik
Hollán Henrik, 1917-ig Blau (Udvard, 1882. január 19. – Budapest, 1971. szeptember 22.) belgyógyász, kórháztörténész, Hollán Zsuzsa hematológus, egyetemi tanár apja.

## Élete
Blau Adolf és Laufer Rozália gyermekeként született zsidó családban. Tanulmányait a Budapesti Tudományegyetemen végezte, ahol 1907-ben szerezte meg orvosi oklevelét. 1909-től a Szent Rókus Kórház orvosa volt, 1919-ben főorvossá nevezték ki. 1935-ben a közegészségügyi szolgálat terén kifejtett eredményes munkássága elismeréséül a magyar királyi egészségügyi tanácsosi címet adományozták számára. Érdemei közé tartozott a fővárosi kórházak egységes irányításának megszervezése. Az 1950-es évektől az ekkor már Pest megyei Tanács Semmelweis Kórháza néven működő intézmény igazgatóhelyetteseként dolgozott. Feldolgozta a Szent Rókus Kórház történetét. Halálát szívkoszorúér elmeszesedés okozta.
Felesége Hornik Malvin (1887–1975) rendelőintézeti főorvos volt, Hornik Ármin kántor és Róth Katalin lánya, akit 1916. június 10-én Budapesten vett nőül.
A Farkasréti temetőben nyugszik.

## Főbb művei
- Adatok és szemelvények a Szent Rókus Kórház és fiókjai alapításának történetéhez (Budapest, 1967)

## Díjai, elismerései
- Szocialista Munkáért érdemérem (1954)
- Munka Érdemrend (1958; 1962)